# 유프라테스뛰는쥐
유프라테스뛰는쥐 또는 유프라테스저보아(Allactaga euphratica)는 뛰는쥐과 다섯발가락뛰는쥐속에 속하는 설치류의 일종이다. 도약하는 설치류로 특히 알려져 있다. 아프가니스탄과 이란, 이라크, 요르단, 쿠웨이트, 사우디 아라비아, 시리아에서 발견되며, 터키 남부-동부의 극히 가장자리에서도 서식한다. 유프라테스뛰는쥐의 자연 서식지는 반건조 사막과 아열대 또는 열대 기후 지역의 건조 저지대 초원과 무더운 사막 지역이다.